# IX symfonia Schuberta

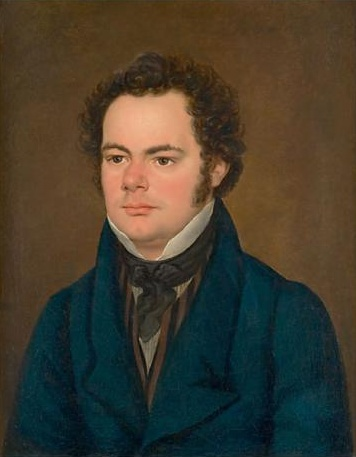
Portret Schuberta z 1827 roku

IX (VIII) Symfonia Franza Schuberta, tzw. „Wielka” Symfonia C-dur (w odróżnieniu od „Małej” VI Symfonii C-dur), w katalogu Deutscha umieszczona pod numerem 944. Kompozytor rozpoczął nad nią pracę w 1824, powstała ostatecznie latem 1828 roku. Jest ostatnią symfonią skomponowaną przez kompozytora, uważaną niekiedy za jego najlepsze dzieło. 
Symfonia nie została wykonana za życia twórcy – co prawda przesłał on ją do Austriackiego Towarzystwa Muzycznego, lecz jednogłośnie uznano ją tam za niewykonalną. Rękopis symfonii odnalazł w 1838 roku (10 lat po śmierci Franza Schuberta) Robert Schumann, podczas odwiedzin u brata kompozytora, Ferdinanda. Zachęcił do jej wykonania Felixa Mendelssohna, pod którego batutą premiera dzieła miała miejsce w Gewandhaus w Lipsku 21 marca 1839 roku. Mendelssohn określił dzieło jako „błyskotliwe, fascynujące i oryginalne”.
Finał zawiera cytat z IX symfonii Beethovena; sama symfonia jest zainspirowana jego muzyką. Stanowiła inspiracje dla Roberta Schumanna. Wykorzystując technikę dłużyzn melodycznych i bloków brzmieniowych, a także operując płaszczyznami tematyczno-brzmieniowymi, Schubert przetwarza tematy w różnych tonacjach, a każdy temat oddzielony jest motywem kantylenowym puzonu. Dzieło pełne jest dramatyzmu, ale też i tryumfalnych, chóralnych fragmentów.

## Problem opusu[5]
Początkowo oznaczona przez Deutscha jako dziewiąta symfonia Schuberta. Później często określana jako siódma (w pierwotnej numeracji symfonii kompozytora numer VII pozostawiono pusty, ze względu na przypuszczenia o zaginięciu jednej z symfonii). W aktualnym wydaniu katalogu Deutscha symfonia jest określona jako ósma.

## Budowa
Dzieło składa się z czterech części (trzech i finału).

### I. Andante – Allegro ma non troppo
Pierwsza część symfonii zaczyna się ekspansywną, majestatyczną i brawurową partią solową rogu, tworzącą małą formę sonatową (warto wspomnieć, że właśnie w czasach Schuberta wynaleziono róg wentylowy). Do rogu dołączają się z czasem inne instrumenty, tworząc melodię. Tempo przyspiesza, wprowadzając motyw galopu, jednak wkrótce melodia taje się dramatyczna, pojawia się wiele kontrastów kolidujących z fundamentalnym rytmem. Jak w Beethovenowskiej sonacie, powracają fragmenty poprzednich melodii. 

### II. Andante con moto
Drugą część rozpoczyna delikatna, jakby marszowa partia solowa oboju; melodia waha się między tonacjami C-dur i a-moll, a temat podejmują smyczki Wkrótce jednak temat znów staje się dramatyczny, sugeruje zagrożenie i konflikt. Odzywają się instrumenty dęte blaszane, a następnie drewniane, co powoduje swoistą zmianę kolorystyczną, jak w drugim ustępie V symfonii Beethovena.

### III. Scherzo. Allegro vivace – Trio
Trzeci ustęp symfonii to potężne, mroczne Beethovenowskie scherzo. Ma typową budowę ramową, ABA. Temat rozpoczynają instrumenty dęte blaszane i smyczki w niskim rejestrze. Zawiera specyficzny klimat, nietypowy dla "eleganckiej klasycznej symfonii". Trio to bardziej ruchliwa melodia przypominająca Ländlera. Wkrótce powracają reminiscencje symfonii Beethovena

### IV. Finale. Allegro vivace
Ostatnią część symfonii rozpoczyna fanfara. Wkrótce melodia się rozwija, staje się coraz bardziej uduchowiona i potężna. Kompozytor wykorzystuje całą gamę środków technicznych, m.in. bogatą chromatykę. Następuje wiele modulacji, operuje także całym aparatem orkiestry. Coda finału utrzymana jest w tonacji wyjściowej. 